# Seznam čilenskih admiralov
Seznam čilenskih admiralov.

## B
- Manuel Blanco Encalada

## L
- Patricio Lynch

## M
- José Toribio Merino
- Jorge Montt